# .tn
.tn — в Інтернеті, національний домен верхнього рівня (ccTLD) для Тунісу.

## Домени 2-го та 3-го рівнів
В цьому національному домені нараховується близько 1,770,000 вебсторінок (станом на січень 2007 року).
У наш час використовуються та приймають реєстрації доменів 3-го рівня такі доменні суфікси (відповідно, існують такі домени 2-го рівня):
| Суфікс   | Регламентовані користувачі                    |
| .com.tn  | Комерційні установи, корпорації               |
| .gov.tn  | Державні та урядові установи                  |
| .info.tn | Вебмайданчики інформаційного змісту           |
| .net.tn  | Провайдери, організації, пов'язані з мережами |
| .org.tn  | Неприбуткові, неурядові організації           |